# Chemin de Lestang
Le chemin de Lestang (en occitan : camin de Lestanh) est une voie de Toulouse, chef-lieu de la région Occitanie, dans le Midi de la France.

## Situation et accès

### Description
Le chemin de Lestang est une voie publique. Il relie les quartiers de Saint-Simon, Bellefontaine et Reynerie. Il correspond à une partie de l'ancien chemin vicinal 22, du quartier de Saint-Cyprien au domaine de Fontaine-Lestang (actuelles rues de Cugnaux et Henri-Desbals, partie sud de la rue Nicolas-Louis-Vauquelin et chemin de Lestang).
La chaussée compte, entre la route de Seysses et la rue Pierre-Deldi, une voie de circulation automobile dans chaque sens. Entre la rue Pierre-Deldi et la rue Robert-Maffre, elle ne compte plus qu'une seule voie de circulation à double-sens. Entre la rue Robert-Maffre et la rue Émile-Pelletier, elle compte à nouveau une voie de circulation dans chaque sens. Enfin, entre la rue Émile-Pelletier et la rue Daniel-Faucher, elle n'a plus qu'une seule voie de circulation à double-sens. Le chemin de Lestang appartient, sur toute sa longueur, à une zone 30 et la vitesse y est limitée à 30 km/h. Entre l'avenue du Général-Eisenhower et l'allée de Bellefontaine, le chemin de Lestang est longé par une piste cyclable à double-sens. Il n'existe pas d'aménagement cyclable sur les autres parties du chemin.

### Voies rencontrées
Le chemin de Lestang rencontre les voies suivantes, dans l'ordre des numéros croissants (« g » indique que la rue se situe à gauche, « d » à droite) :
1. Route de Seysses
2. Chemin de Monlong (g)
3. Rue Pierre-Deldi (g)
4. Promenade Bernard-Marrot (d)
5. Chemin du Renard (g)
6. Rue Robert-Maffre (g)
7. Chemin de Perpignan (d)
8. Rue Micheline-Ostermeyer (g)
9. Avenue du Général-Eisenhower
10. Rue du Recteur-Paul-Dottin (d)
11. Chemin Louis-Jouvet (g)
12. Rue Gilbert-Samuel-Teboul (d)
13. Cheminement Lucien-et-Sacha-Guitry (g)
14. Rue de la Tourasse (g)
15. Passage Georges-Duhamel (d)
16. Passage Louis-Pergaud
17. Rue Georges-Bernanos (d)
18. Allée de Bellefontaine
19. Rue du Doyen-Lefèbvre (g)
20. Rue Raymond-Lizop (d)
21. Impasse Henri-Ramet (d)
22. Rue du Professeur-Gaston-Astre (g)
23. Rue Léonce-de-Lavergne (g)
24. Rue Émile-Pelletier (g)
25. Avenue de Tabar - accès piéton (g)
26. Impasse du Château-Reynerie (d)
27. Impasse André-Campra (d)
28. Rue Daniel-Faucher

### Transports
Le chemin de Lestang, dans sa première partie entre la route de Seysses et l'avenue du Général-Eisenhower, n'est pas directement desservi par les transports en commun Tisséo. Il se trouve cependant à proximité, du côté de la route de Seysses, des arrêts de la ligne de bus 58. À partir de l'avenue du Général-Eisenhower, où se trouvent les arrêts des lignes de bus 49505358117, et jusqu'à l'allée de Bellefontaine, le chemin de Lestang est parcouru par la ligne de Linéo L4. Il se trouve alors proche de la station Bellefontaine, sur la ligne de métro .
Les stations de vélos en libre-service VélôToulouse les plus proches du chemin de Lestang sont les stations no 220 (3 rue de l'Université), no 375 (32 chemin de Lestang) et no 376 (avenue du Général-Eisenhower).

## Odonymie
Le nom du chemin de Lestang est ancien, puisqu'il se rencontre déjà au XVe siècle. Il est lié à la famille du même nom. 

## Histoire

### Moyen Âge et période moderne
Le chemin de Lestang est ancien, puisque les traces les plus anciennes remontent au XVe siècle au moins. C'est alors un chemin rural qui traverse le territoire de l'Ardenne, à l'ouest du gardiage de Toulouse. 
Il tient son nom du château et du domaine de Lestang. Au début du XVIIe siècle, le domaine appartient à Antoine de Lestang. Il passe par la suite à la fille de sa sœur Antoinette, Isabeau de Polverel, puis à la fille de cette dernière, Marie de Toulouse, épouse de Guillaume de Cominihan, grand trésorier de France. En 1657, le domaine est vendu à Pierre de Lagorée, marchand et capitoul. En 1746, son fils le vend à son tour à Jean-François de Saint-Laurens, qui le transmet Jean-Pierre de Labat de Mourlens. En 1767, il est acheté par Pierre de Cailleux. En 1789, il est passé à M. de Villeneuve. 

### Époque contemporaine
Le tracé du chemin de Lestang est modifié lors de la création du quartier du Mirail. Entre 1970 et 1972, il est en partie redressé et élargi, tandis que la partie nord du chemin est supprimée. 

## Patrimoine et lieux d'intérêt

### Châteaux et maisons de plaisance
- no  25 : château de Monlong.
En 1571, le président au parlement Antoine de Malras possède un vaste domaine[4]. Il est acheté à la fin du XVIIIe siècle par Jean Monlong, qui fait probablement construire le château actuel. Il passe au début du XIXe siècle à Alphonse Saurimont, professeur de philosophie, puis, au cours du siècle à la famille Doumenc, à l'abbé R. C. Julien, et enfin à la famille Marrot. En 1920, Bernard Marrot, conseiller général de la Haute-Garonne et maire adjoint de Toulouse, lègue le domaine, vaste d'une quarantaine d'hectares, à l'Institut agricole (actuelle École nationale supérieure agronomique). Il est transformé en ferme modèle pour l'apprentissage des élèves et comprend une laiterie, une beurrerie et une fromagerie, une étable, une porcherie et une basse-cour, mais aussi un potager, des cultures maraîchères, des vignes, des prairies et des vergers[5]. En 1992, le domaine est vendu à la ville, qui y installe des bâtiments municipaux et laisse le reste de la propriété à la promotion immobilière. Entre 2019 et 2020, une dernière opération immobilière, la résidence Château Monlong, a fini de démanteler ce qu'il restait du parc qui entourait le château[6]. C'est désormais une résidence sociale de l'association Espoir qui accueille des personnes rencontrant des difficultés d'accès au logement.
Le château de Monlong est un édifice de style néo-classique du début du XIXe siècle, bâti en brique, fortement remanié à la fin du siècle par Bernard Marrot. Le bâtiment principal, de plan rectangulaire, est flanqué de deux tours carrées. Le rez-de-chaussée surélevé est éclairé par des fenêtres segmentaires. La porte principale, dans la travée centrale, est mise en valeur par un porche surélevé, encadré de pilastres à chapiteaux doriques et surmonté d'une marquise supportée par des colonnettes métalliques au décor stylisé. L'étage est couvert d'un toit en ardoise à longs pans brisés et percé de lucarnes en œil-de-bœuf. La travée centrale est ouverte par une haute fenêtre encadrée de pilastres à chapiteaux ioniques et surmontée d'un fronton triangulaire. Les tours sont quant à elles coiffées de flèches couvertes d'ardoise[7].

- no  160 : château de Reynerie.

### Jardins et parcs publics
- jardin et parc de Monlong.

- jardins du Tintoret. 
Les jardins du Tintoret sont établis entre l'avenue du Général-Eisenhower, au sud, et la rue du Recteur-Paul-Dottin et le cheminement Guillaume-et-Joseph-Bouton, au nord, sur une superficie de 9 000 m² environ. Il compte, à l'ouest, une aire de jeux pour enfants et un city stade. À l'est, un jardin partagé, L'Amitié du Tintoret, a été aménagé par la mairie de Toulouse.

- petit bois de Bellefontaine.
- parc de la Reynerie.